# 寺田京子
寺田 京子（てらだ きょうこ、1922年1月11日 - 1976年6月22日）は、北海道札幌市出身の俳人、放送作家。本名・寺田キヤウ。

## 来歴
1939年、旧満州国鞍山女学院に入学。病のため1942年に札幌に戻り 以後結核のため闘病生活を送る。1944年、栗木重光の指導による「狭霧句会」にて句作を開始。1946年から49年にかけて「水声」「水輪」「壺」に参加し、それぞれ同人となる。1948年加藤楸邨に師事し、1954年「寒雷」同人。1959年より放送作家としてNHKや北海道の民放でドラマ作品を発表。1968年、第15回現代俳句協会賞受賞。1970年「杉」創刊同人。
いわゆる療養俳人として出発し、持病との闘いの中で自己をみつめる句を多く作った。生への葛藤や女性の情念などを主題とし、鋭敏な言語感覚とリアリズムを融合させた独自の作風で知られた。句集に『冬の匙』『日の鷹』『鷺の巣』『雛の晴』がある。1976年6月22日、慢性呼吸不全による心肺不全により死去。54歳。自宅に近かった札幌市の旭山記念公園に句碑がある。
2019年6月、宇多喜代子、林桂らの尽力により、『寺田京子全句集』が刊行された。

## 句集
- 冬の匙 (1956)
- 日の鷹 (1967)
- 鷺の巣 (1975)
- 雛の晴 (1983)
- 寺田京子全句集 (2019)

## 関連文献
- 寺田京子句碑建立発起人会 『寺田京子句碑建立記念誌』
- 栗林浩 『続々俳人探訪』 文学の森
- 松田ひろむ「句集探訪　寺田京子全句集」（「鷗座」2020年1月号～3月号連載中）